# Aerogenerador Darrieus

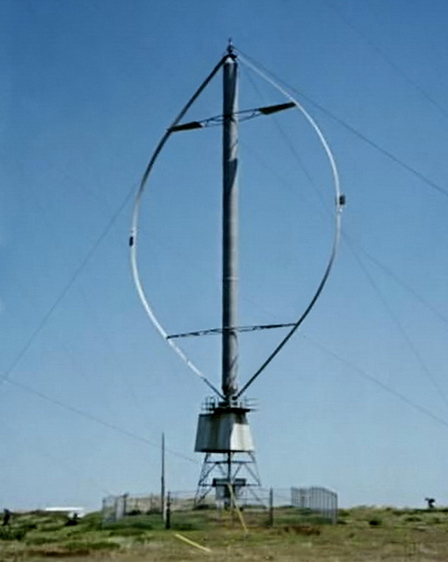
Fig. 1: Una turbina eólica Darrieus utilizada para generar electricidad en Islas Magdalen

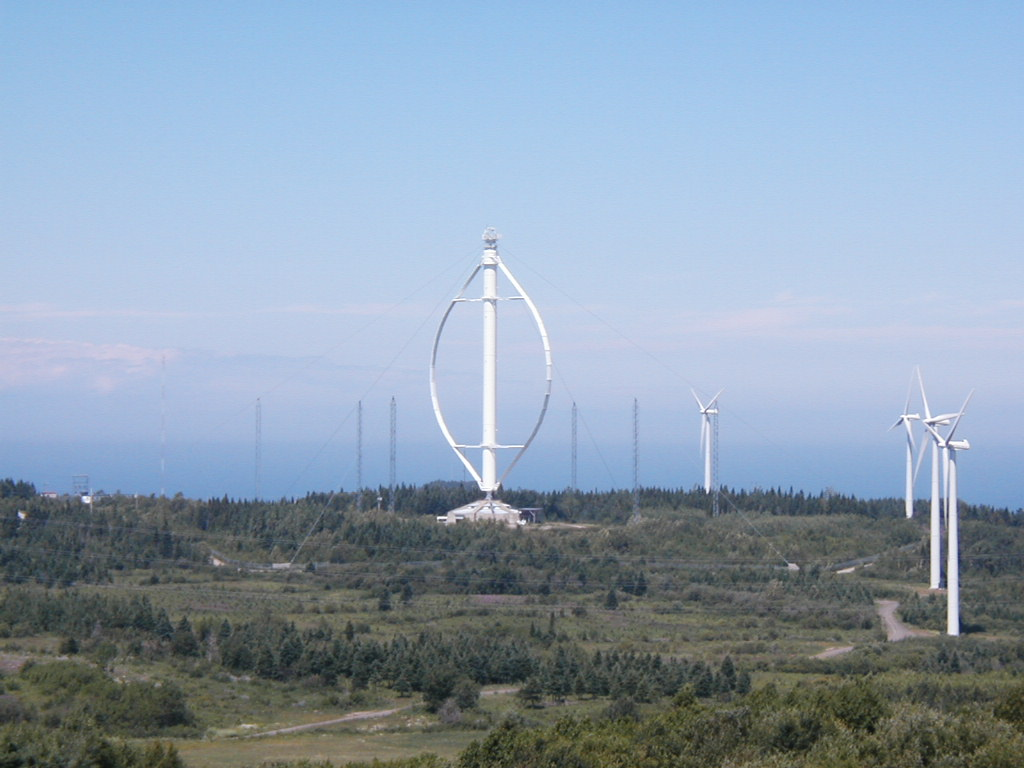
Fig. 2: Una gran turbina Darrieus en la península Gaspé, Quebec, Canadá

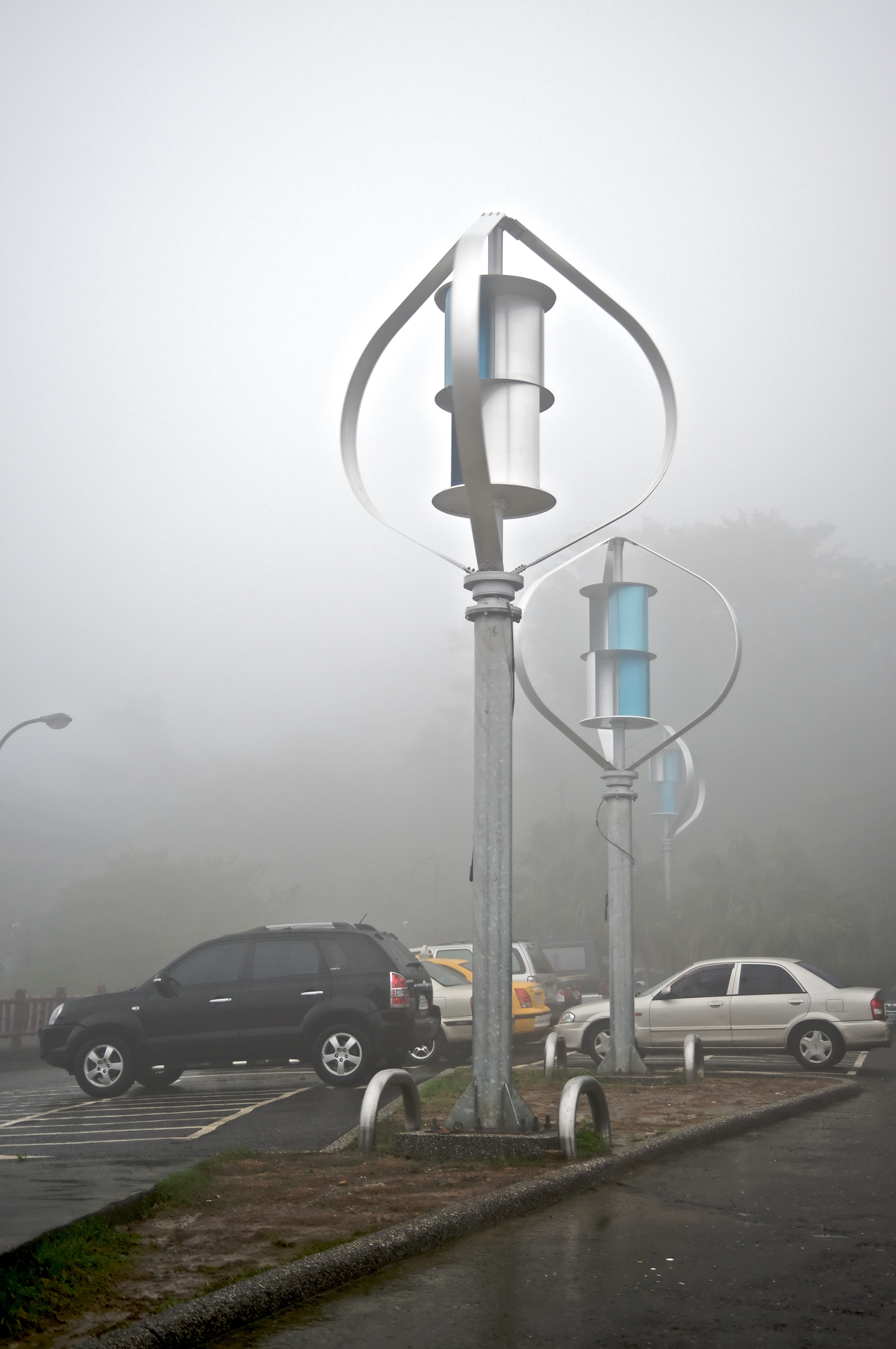
Turbina Darrieus-Savonius combinada usada en Taiwán

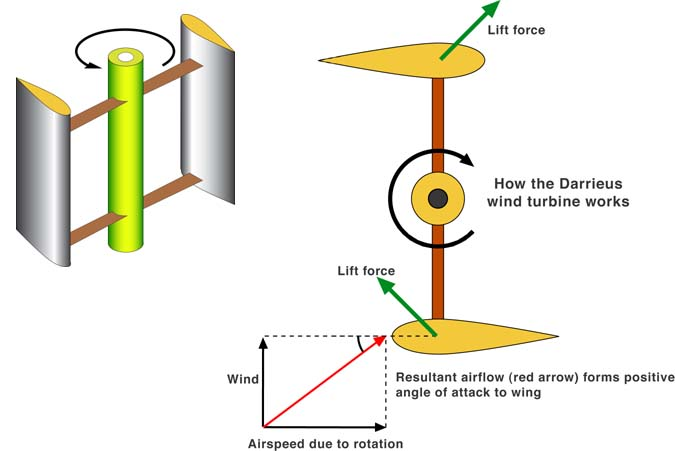
Cómo funciona una turbina Giromill

El aerogenerador Darrieus es un tipo de aerogenerador de eje vertical utilizado para generar electricidad a partir de la energía transportada por el viento. La turbina consta de una serie de palas de perfil aerodinámico curvadas montadas en un eje o armazón giratorio vertical. Hay varios aerogeneradores estrechamente relacionados que utilizan palas rectas. Este diseño de aerogenerador fue patentado por Georges Jean Marie Darrieus, un ingeniero aeronáutico francés; la solicitud de la patente data del 1 de octubre de 1926. Existen grandes dificultades para proteger la turbina Darrieus de las condiciones de viento extremas y para que se inicie automáticamente.

## Método de operación
En las versiones originales del diseño de Darrieus, los perfiles alares están dispuestos de manera que sean simétricos y tengan un ángulo de aparejo cero, es decir, el ángulo con el que los perfiles alares están configurados en relación con la estructura en la que están montados. Esta disposición es igual de efectiva sin importar en qué dirección sopla el viento, a diferencia del tipo convencional, que debe girarse para enfrentar al viento.
Cuando el rotor Darrieus está girando, los aerodeslizadores se mueven hacia adelante a través del aire en una trayectoria circular. En relación con la pala, este flujo de aire se añade vectorialmente al viento, de modo que el flujo de aire resultante crea un pequeño ángulo de ataque positivo variable a la pala. Esto genera una fuerza neta que apunta oblicuamente hacia adelante a lo largo de cierta "línea de acción". Esta fuerza se puede proyectar hacia dentro del eje de la turbina a una cierta distancia, dando un par positivo al eje, lo que le ayuda a girar en la dirección en la que ya está viajando. Los principios aerodinámicos que hacen girar el rotor son equivalentes a los de los autogiros y helicópteros normales en autorrotación.
A medida que el perfil aerodinámico se mueve alrededor de la parte posterior del aparato, el ángulo de ataque cambia al signo opuesto, pero la fuerza generada aún se encuentra oblicuamente en la dirección de rotación, porque las palas son simétricas y el ángulo de aparejo es cero. El rotor gira a una velocidad no relacionada con la velocidad del viento, y generalmente muchas veces más rápido. La energía que surge del par y la velocidad se puede extraer y convertir en energía útil utilizando un generador eléctrico.
Los términos aeronáuticos levantar y arrastrar son, estrictamente hablando, fuerzas a lo largo del flujo de aire relativo neto que se aproxima, respectivamente, por lo que no son útiles aquí. Realmente queremos saber la fuerza tangencial que mueve la pala y la fuerza radial que actúa contra los rodamientos.
Cuando el rotor está parado, no se genera una fuerza de rotación neta, incluso si la velocidad del viento aumenta bastante, el rotor ya debe estar girando para generar par. Por lo tanto, el diseño no es normalmente autoarranque. En condiciones excepcionales, los rotores Darrieus pueden arrancar automáticamente, por lo que se requiere algún tipo de freno para sostenerlo cuando se detiene.
Un problema con el diseño es que el ángulo de ataque cambia a medida que la turbina gira, por lo que cada pala genera su par máximo en dos puntos de su ciclo (parte delantera y trasera de la turbina). Esto conduce a un ciclo de potencia sinusoidal (pulsante) que complica el diseño. En particular, casi todas las turbinas Darrieus tienen modos de resonancia en los que, a una velocidad de rotación particular, la pulsación es a una frecuencia natural de las aspas que puede causar (eventualmente) la rotura. Por esta razón, la mayoría de las turbinas Darrieus tienen frenos mecánicos u otros dispositivos de control de velocidad para evitar que la turbina gire a estas velocidades durante un largo período de tiempo.
Otro problema surge porque la mayoría de la masa del mecanismo giratorio se encuentra en la periferia y no en el centro, como sucede con una hélice. Esto conduce a esfuerzos centrífugos muy altos en el mecanismo, que deben ser más fuertes y más pesados que de otra manera para resistirlos. Un enfoque común para minimizar esto es curvar las alas en una forma de "batidor de huevos" (esto se denomina una forma de "troposkein", derivada del griego para "la forma de una cuerda hilada") de manera que sean autosuficientes, y no requieren tales soportes pesados y montajes.